# 城隍江
城隍江，又称大陂江、新安河，位于中国广西壮族自治区兴业县西南部，是武思江右岸支流，发源于兴业县葵阳镇下星村，南流至城隍镇转西流，于城隍镇江口桥汇入武思江。河长22千米，流域面积119平方公里。